# Verge NECXS 2014-2015
Navigation
2013-2014 2015-2016
Le Verge NECXS 2014-2015 a lieu du 27 septembre 2014 à Gloucester au 7 décembre 2014 à Warwick. Elle comprend huit manches masculines et féminines. Toutes les épreuves font partie du calendrier de la saison de cyclo-cross masculine 2014-2015 et féminine.

## Calendrier
| # | Date         | Course      |
| - | ------------ | ----------- |
| 1 | 27 septembre | Gloucester  |
| 2 | 28 septembre | Gloucester  |
| 3 | 1er novembre | Northampton |
| 4 | 2 novembre   | Northampton |
| 5 | 29 novembre  | Sterling    |
| 6 | 30 novembre  | Sterling    |
| 7 | 6 décembre   | Warwick     |
| 8 | 7 décembre   | Warwick     |

## Hommes élites

### Résultats
| # | Date         | Lieu        | Vainqueur       | Deuxième       | Troisième        | Leader du classement général |
| - | ------------ | ----------- | --------------- | -------------- | ---------------- | ---------------------------- |
| 1 | 27 septembre | Gloucester  | Jeremy Powers   | Dan Timmerman  | Ben Berden       | Jeremy Powers                |
| 2 | 28 septembre | Gloucester  | Jeremy Powers   | Jamey Driscoll | Lukas Winterberg | Jeremy Powers                |
| 3 | 1er novembre | Northampton | Stephen Hyde    | Adam Craig     | Dan Timmerman    | Jeremy Powers                |
| 4 | 2 novembre   | Northampton | Jerome Townsend | Jeremy Durrin  | Dan Timmerman    |                              |
| 5 | 29 novembre  | Sterling    | Curtis White    | Justin Lindine | Christian Favata |                              |
| 6 | 30 novembre  | Sterling    | Kerry Werner    | Dan Timmerman  | Curtis White     |                              |
| 7 | 6 décembre   | Warwick     | Curtis White    | Dan Timmerman  | Kerry Werner     |                              |
| 8 | 7 décembre   | Warwick     | Curtis White    | Kerry Werner   | Justin Lindine   | Curtis White                 |

### Classement général
Au 27/09/14
| Pos | Coureur | Points |
| --- | ------- | ------ |
| 1   |         |        |
| 2   |         |        |
| 3   |         |        |
| 4   |         |        |
| 5   |         |        |
| 6   |         |        |
| 7   |         |        |
| 8   |         |        |
| 9   |         |        |
| 10  |         |        |

## Femmes élites

### Résultats
| # | Date         | Lieu        | Vainqueur           | Deuxième          | Troisième         | Leader du classement général |
| - | ------------ | ----------- | ------------------- | ----------------- | ----------------- | ---------------------------- |
| 1 | 27 septembre | Gloucester  | Helen Wyman         | Kaitlin Antonneau | Gabriella Durrin  | Helen Wyman                  |
| 2 | 28 septembre | Gloucester  | Caroline Mani       | Arley Kemmerer    | Maghalie Rochette | Caroline Mani                |
| 3 | 1er novembre | Northampton | Gabriella Durrin    | Ellen Noble       | Elizabeth White   | Gabriella Durrin             |
| 4 | 2 novembre   | Northampton | Cassandra Maximenko | Gabriella Durrin  | Maureen Bruno-Roy | Gabriella Durrin             |
| 5 | 29 novembre  | Sterling    |                     |                   |                   |                              |
| 6 | 30 novembre  | Sterling    |                     |                   |                   |                              |
| 7 | 6 décembre   | Warwick     |                     |                   |                   |                              |
| 8 | 7 décembre   | Warwick     |                     |                   |                   |                              |

### Classement général
Au 27/09/14
| Pos | Coureur | Points |
| --- | ------- | ------ |
| 1   |         |        |
| 2   |         |        |
| 3   |         |        |
| 4   |         |        |
| 5   |         |        |
| 6   |         |        |
| 7   |         |        |
| 8   |         |        |
| 9   |         |        |
| 10  |         |        |